# Suicideyear
James Richard Prudhomme (né le 15 février 1995), mieux connu sous le nom de Suicideyear, est un compositeur de musique électronique américain, DJ et auteur-compositeur de Baton Rouge, en Louisiane.

## Carrière musicale
James Prudhomme est devenu populaire à l'âge de 17 ans avec plusieurs remix non officiels d'artistes hip-hop tels que The Pack, Danny Brown et Main Attrakionz. Il a sorti sa première mixtape éponyme en 2012, qui comprenait un remix de "Late Night Tip" de Three Six Mafia.  En mai 2013, Prudhomme a sorti sa deuxième mixtape originale intitulée "Japan", une pièce conceptuelle détaillant les 7 derniers mois de sa vie. Le morceau "CCCXXV" a été utilisé par l'artiste suédois Yung Lean pour "Hurt", le premier single de sa première mixtape Unknown Death 2002. Peu de temps après la sortie de Japon, James Prudhomme a été sollicité par l'artiste parisien Brodinski après avoir diffusé plusieurs titres sur BBC Radio 1. Suicideyear a sorti le single "Finale" sur le label Bromance de Brodinski le 3 juin 2013.
Suicideyear a signé avec Software Recording Co. en juillet 2014 après que le Japon ait attiré l'attention du chef de label Oneohtrix Point Never. Parallèlement à la signature, Software a annoncé la sortie de son premier EP, Remembrance . Le projet a été écrit et produit entre la Floride et la Louisiane, réfléchissant sur les thèmes de l'amour et de la perte avec en toile de fond le sud profond des États-Unis. La sortie affiche des émotions de mélancolie et se termine par une reprise de "When You Sleep" de My Bloody Valentine. Pitchfork a déclaré: "Suicideyear combine les lignes mélodiques épurées de l'IDM de la fin des années 1990 avec l'anxiété à combustion lente de Zaytoven." . Software Label a réédité Japan sur vinyle et en double CD aux côtés de Remembrance intitulé DREAM 727 en mars 2015. La sortie comprenait une reprise de "Everytime" de Britney Spears.
Une version vocale de son morceau "Scarr", en collaboration avec UK grime MC K9 est sortie après DREAM 727. Le single était accompagné d'une vidéo réalisée par Jim Alexander.
James Prudhomme a sorti une mixtape collaborative avec son collègue producteur louisianais Outthepound, intitulée "Brothers" le 28 décembre 2016. La pièce de 23 minutes a marqué le retour d'une interruption de près de 2 ans. Au printemps 2017, Suicideyear signe avec le label écossais LuckyMe. Il a sorti un EP de 6 titres intitulé "Hate Songs" le 28 juillet 2017.

## Discographie

### Albums
- Color the Weather (2018, LuckyMe)

### EP
- Remembrance (2014, Software Recording Co.)
- Hate Songs (2017, LuckyMe)

### Mixtapes
- Suicideyear (2012, auto-publié)
- REMIXESS (2013, autoproduit)
- Japan (2013, auto-publié)
- 'HAVEFUN 001' (2013, auto-publié)
- Brothers (2016, auto-publié) (with Outthepound)

### Singles
- "Finale" (2013, Savoir Faire / Bromance)
- "Scarr (feat. K9)" (2015, auto-publié)

### Compilations
- Dream 727 (2015, Software Recording Co. )

### Remixes
- Saint Pepsi - "Fiona Coyne" (Suicideyear Remix) - Carpark Records
- Jacques Greene - "After Life After Party: (Suicideyear Remix) - LuckyMe
- Mikky Ekko - "Mourning Doves" (Suicideyear Remix ft. Denzel Curry) - RCA
- Dark0 - "Abrasion" (Suicideyear Remix) - Rinse
- 18+ - "Cake" (remix de Suicideyear) - Houndstooth
- Autre Ne Veut - "Panic Room (Suicideyear Remix)" - Downtown Records

## Sources et références
1. ↑  « Suicideyear - The Wavery » [archive du 5 janvier 2016] (consulté le 8 février 2017)
2. ↑  McCarthy, « Brodinski releases Homieland Vol. 2 Mixtape », Dancing Astronaut (consulté le 5 février 2017)
3. ↑  Richardson, « Suicideyear - Remembrance EP », Pitchfork, Conde Nast Media (consulté le 5 février 2017)
4. ↑  McDermott, « Software to Reissue Suicideyear's Japan Mixtape », Resident Advisor (consulté le 5 février 2017)
5. ↑  Nostro, « Premiere: Suicideyear Links Up With Grime MC K9 for "Scarr" Video », Complex (consulté le 15 février 2017)